# دين غارسيا
دين غارسيا (بالإنجليزية: Dean Garcia)‏ هو موسيقي بريطاني، ولد في 5 مايو 1958 في لندن في المملكة المتحدة.